# والتر لاسالي
والتر لاسالي (18 ديسمبر 1926 - 23 أكتوبر 2017) مصور سينمائي بريطاني ألماني المولد، نال جائزة الأوسكار لأفضل تصوير سينمائي عام 1965 عن فيلم «زوربا اليوناني».

## روابط خارجية
- والتر لاسالي في قاعدة بيانات الأفلام على الإنترنت
- والتر لاسالي في موقع شاشة الإنترنت [الإنجليزية]‏ التابع لمعهد الفيلم البريطاني
- والتر لاسالي يروي قصة حياته في Web of Stories (فيديو)